# Pogo (stripreeks)
Pogo is een humoristische Amerikaanse stripreeks van Walt Kelly (Walter Crawford Kelly Jr., 1913-1973). De strip verscheen van 4 oktober 1948 tot 20 juli 1975 als krantenstrip in de VS. De strip werd onder het Amerikaanse systeem van syndicering verspreid door Post-Hall Syndicate. De strip was voor zowel kinderen als volwassenen bedoeld.

## Setting en karakters
De strip speelt zich af in het Okefenokeemoeras in Georgia en draait om een aantal antropomorfische karakters. Veel verhalen kunnen worden gezien als een sociale of politieke satire. Kelly speelde daarbij op een grappige wijze met taal en verbasterde veel woorden tot iets nieuws dat op "slang" leek maar het niet was. Hij creëerde zo een eigen taal voor zijn figuren die in de Verenigde Staten ook wel "swamp-speak" wordt genoemd.
Belangrijke karakters zijn:
- Pogo Possum (een opossum of buidelrat)
- Albert Alligator (een alligator)
- Howland Owl (een uil)
- Churchill "Churchy" LaFemme (een schildpad)
- Beauregard Bugleboy (een jachthond)
- Porky Pine (een stekelvarken)
- Miz Ma'm'selle Hepzibah (een stinkdier)
- Miz Beaver (een bever)
- Deacon Mushra (een muskusrat)
- Barnstable Bear (een grizzlybeer)

De bekendste quote uit de strip Pogo is: "We have met the enemy and he is us". De quote is een parodie op het bericht dat marinecommandant Oliver Hazard Perry in 1813 aan William Henry Harrison stuurde na de slag op het Eriemeer, "We have met the enemy, and they are ours". Kelly zou deze zin meerdere keren gebruiken in zijn strip, onder andere bij zijn satirische aanvallen op het Mccarthyisme.

## Geschiedenis
Walt Kelly begon zijn carrière op 21-jarige leeftijd als tekenaar bij Walt Disney, waar hij werkte aan de filmpjes van Donald Duck en de avondvullende tekenfilms Pinokkio, Fantasia, Dombo en The Reluctant Dragon. In 1941 ging hij werken bij Dell Comics. Voor het eerste nummer van Dell's Animal Comics maakte hij het verhaal "Albert Takes the Cake", waarin de opossum Pogo en de alligator Albert voor kwamen. Kelly zag voor het karakter Pogo aanvankelijk een kleine bijrol weggelegd. Er was een belangrijkere rol weggelegd voor een donker jongetje met de naam Bumbazine. Omdat alle figuren een zuidelijk accent hadden, was het voor Kelly haast onmogelijk om Bumbazine zodanig te portretteren dat lezers er geen aanstoot aan konden nemen vanwege racistische connotaties. Daarom besloot Kelly om Bumbazine uit de strip te halen en om Pogo diens onschuldige, naïeve en vriendelijke karaktertrekken over te laten nemen. Er verschenen dertig nummers van de Animal Comics.
Kelley tekende daarna korte tijd voor de New York Star, waar hij de karakters van de Animal Comics gebruikte voor politieke satire. Toen de New York Star in 1949 ophield te bestaan, ontving de tekenaar tal van verzoeken van fans om de strip elders voort te zetten. De uitgevers, aan wie Kelly zijn strip probeerde te verkopen, zagen echter geen toekomst voor de strip. In mei 1949 wist de voorzitter van de Post-Hall Syndicate de redactie van de New York Post en drie andere kranten er toch van te overtuigen om de strip te plaatsen voor een korte proefperiode. De proef was succesvol en Post-Hall Syndicate zou de strip uiteindelijk in het hele land gaan distribueren. Op haar hoogtepunt verscheen de strip in bijna 500 kranten.
In 1952 bereikte Pogo een hoogtepunt in zijn populariteit vanwege de in de strip verwerkte parodie op de campagnes voor de presidentsverkiezingen van dat jaar. De slogans "Pogo for president" en "I go Pogo" werden een nationale rage.
Kelly won voor zijn strip een aantal prijzen, waaronder de Reuben Award van de National Cartoonists Society.
Toen Kelly in 1971 werd opgenomen in het ziekenhuis, werden in de kranten voorlopig oude Pogo strips herdrukt. Kelly stierf op 18 oktober 1973 aan complicaties van diabetes. De strip werd daarna nog een tijdje voortgezet door zijn weduwe Selby en zijn zoon Stephen Kelly. Van 1989 tot 1973 verscheen een nieuwe versie van de strip, geschreven door Larry Doyle en getekend door Neal Sternecky, maar de nieuwe makers konden het succes van Kelly niet evenaren.

## Invloed op andere tekenaars
De strip Pogo had een grote invloed op tekenaars als  Bill Watterson (Casper en Hobbes) en Garry Trudeau (Doonesbury). Ook René Goscinny en Albert Uderzo, de makers van Asterix, waren grote bewonderaars. De tekenstijl van Kelly zou Uderzo hebben beïnvloed. De poppenspeler Jim Henson zou, naar eigen zeggen, sommige van zijn Muppets op figuren uit de strip Pogo hebben gebaseerd.

## Publicaties
Pogo werd in 1946 voor het eerst als zelfstandige strip uitgegeven door Dell Comics. Deze strip had de titel "Albert the Alligator and Pogo Possum" en is inmiddels een veel gezocht collectors item. Daarna zijn er in de periode van 1951 tot 1989 meerdere bundelingen van Pogo strips gepubliceerd door Simon & Schuster. Van 1992 tot 2000 werd een serie van 11 boekjes met Pogo strips uitgegeven door uitgeverij Fantagraphics Books. Van 2011 tot 2014 gaf deze uitgeverij de complete serie Pogo krantenstrips uit in drie dikke delen.

## Andere media
In 1956 verscheen de langspeelplaat "Songs of the Pogo" met 18 liedjes, geschreven door Walt Kelly en componist Norman Monath.
Van Pogo werden verder twee animatiefilms gemaakt:
- In 1969 werd de tekenfilm "The Pogo Special Birthday Special" geproduceerd en geregisseerd door animator Chuck Jones, ter ere van de 20ste verjaardag van de strip.
- In 1980 kwam de stop-motion film "I Go Pogo" uit.